# Шабал Бейсекова
Шабал Бейсе́кова (нар. 1 листопада 1919 — пом. 25 травня 1997, Алмати) — казахська радянська оперна співачка (сопрано). Дружина актора і режисера Каукена Кенжетаєва.

## Біографія
Народилася 1 листопада 1919 року на території сучасного Жанааркинського району Улитауської області Казахстану в багатодітній сім'ї прокурора. 1938 року закінчила Алма-Атинське музичне училище; протягом 1939—1941 років навчалася в казахській студії при Московській консерваторії.
З 1943 року — солістка Казахського театру опети та балету. Померла в Алмати 25 травня 1997 року.

## Творчість
Виконала партії:
- Ажар («Абай» Ахмета Жубанова та Латифа Хаміді);
- Сара («Біржан і Сара» Мукана Тулебаєва);
- Киз-Жибек («Киз-Жибек» Євгена Брусиловського);
- Маро («Даїсі» Захарія Паліашвілі);
- Джульєтта («Ромео та Джульєтта» Шарля Гуно);
- Мікаела («Кармен» Жоржа Бізе);
- Алтиншаш («Алтиншаш» Назіба Жиганова);
- Айсулу («Айсулу» Сидика Мухамеджанова)

Виступала також як концертна співачка, виконувала народні пісні і романси казахських композиторів, твори російських і західноєвропейських класиків.

## Відзнаки
- Сталінська премія (1949; за партію Сари в опері «Біржан і Сара»);
- Народна артистка Казахської РСР з 1959 року;
- Орден Трудового Червоного Прапора.

## Вшанування
- Її ім'ям названа вулиця в Астані[1].